# Laveraët
Laveraët település Franciaországban, Gers megyében. Lakosainak száma 102 fő (2022. január 1.). Laveraët Bassoues, Marciac, Mascaras, Monlezun, Saint-Christaud és Scieurac-et-Flourès községekkel határos.

## Népesség
A település népességének változása:
| Lakosok száma | 173  | 131  | 134  | 119  | 111  | 107  | 108  | 107  | 105  | 102  |
|               | 1968 | 1982 | 1990 | 2006 | 2013 | 2015 | 2017 | 2019 | 2020 | 2022 |